# Control and Resistance
Control and Resistance ist das zweite und bislang letzte Studioalbum der US-amerikanischen Progressive-Metal-Band Watchtower. Es erschien im Jahr 1989 bei Noise Records und gilt als wegweisend für die Entwicklung des Genres.

## Entstehung und Veröffentlichung
Nach dem Debütalbum verließen Billy White 1986 und Jason McMaster 1988 die Band, sie wurden durch Ron Jarzombek und Mike Soliz ersetzt. Letzterer stieg jedoch bald wieder aus, so wurde Alan Tecchio von den gerade aufgelösten Hades der Sänger für das zweite Album. Control and Resistance wurde im August 1989 in Berlin aufgenommen, dabei stammten einige Liedtexte und Kompositionen noch von Billy White. Im Jahr nach der Veröffentlichung des Albums verließ mit Alan Tecchio zum dritten Mal ein Sänger die Band.

## Titelliste
1. Instruments of Random Murder – 4:06
2. The Eldritch – 3:17
3. Mayday in Kiev – 5:48
4. The Fall of Reason – 8:01
5. Control and Resistance – 6:58
6. Hidden Instincts – 3:51
7. Life Cycles – 6:48
8. Dangerous Toy – 4:20

## Stil
Watchtower spielen auf dem Album technischen, vom Thrash Metal beeinflussten Progressive Metal mit komplexen Strukturen, vielen Breaks und harten Riffs, einigen eingängigen Harmonien sowie hohem Gesang. Gelegentlich sind Anklänge an Fusion und den zeitgenössischen Stil von Bands wie Rush, Queensrÿche, Mekong Delta, Sieges Even, Metallica oder Yngwie Malmsteen wahrnehmbar.

## Rezeption
Control and Resistance wurde schon 1989 von der Presse positiv aufgenommen und gilt heute als Klassiker des Progressive Metal, bescherte der Band jedoch keinen finanziellen Erfolg. Auf den Babyblauen Seiten wird bisweilen moniert, Tecchios hoher Gesang sei unpassend, doch Nik Brückner resümiert, „das Album ist komplexer, frickeliger, unruhiger, gewagter, schneller – und gleichzeitig souveräner und lässiger als das Debüt. Die Komplexität ist eindrucksvoll, die virtuose Umsetzung noch mehr.“ Thomas Kupfer vom Rock Hard lobt, „diese Scheibe wird den zahllosen Vorschußlorbeeren, die die Gruppe bereits kassiert hat, auf eindrucksvolle Art und Weise gerecht“, Boris Kaiser „entdeckt Arsenale voller Hooklines und Harmonien, deren Nachhaltigkeit […] kein wacher Verstand anzweifeln dürfte“. Sowohl Rock Hard als auch das eclipsed-Magazin nahmen Control and Resistance in ihre jeweilige Liste der wichtigsten Progmetal-Alben auf.